# Emmanuel Intxauspe
Emmanuel Intxauspe (Tardets-Sorholus, 1815 - Alos-Sibas-Abense, 1902) fue un escritor en euskera suletino nacido en territorio histórico de Sola, Pirineos Atlánticos, Francia. Fue ordenado sacerdote con 25 años en 1840, y de 1842 a 1864 fue cura del Hospital Civil de Saint-Léon de Bayona. Louis Lucien Bonaparte fue su mecenas.

## Obras

### Traducciones
- Danteren comediaren lehen zatia (1890); traducción de La Divina Comedia de Dante
- San Mateoren ebanjelioaren (1856); traducción del Evangelio de Sant Mateo al euskera.

### Canciones
- Kantika saintiak zuberoaco euskaraz (1897); cántico sagrado en suletí

### Religión
- Jinkouac guiçonareki eguin patoac, edo eguiazco religionia (1851)

### Estudios antropológicos
- Le Peuple Basque: Sa langue, son origine (1893); presentado previamente a la Asociación francesa para el progreso de las Ciencias